# Kupferhof Rose

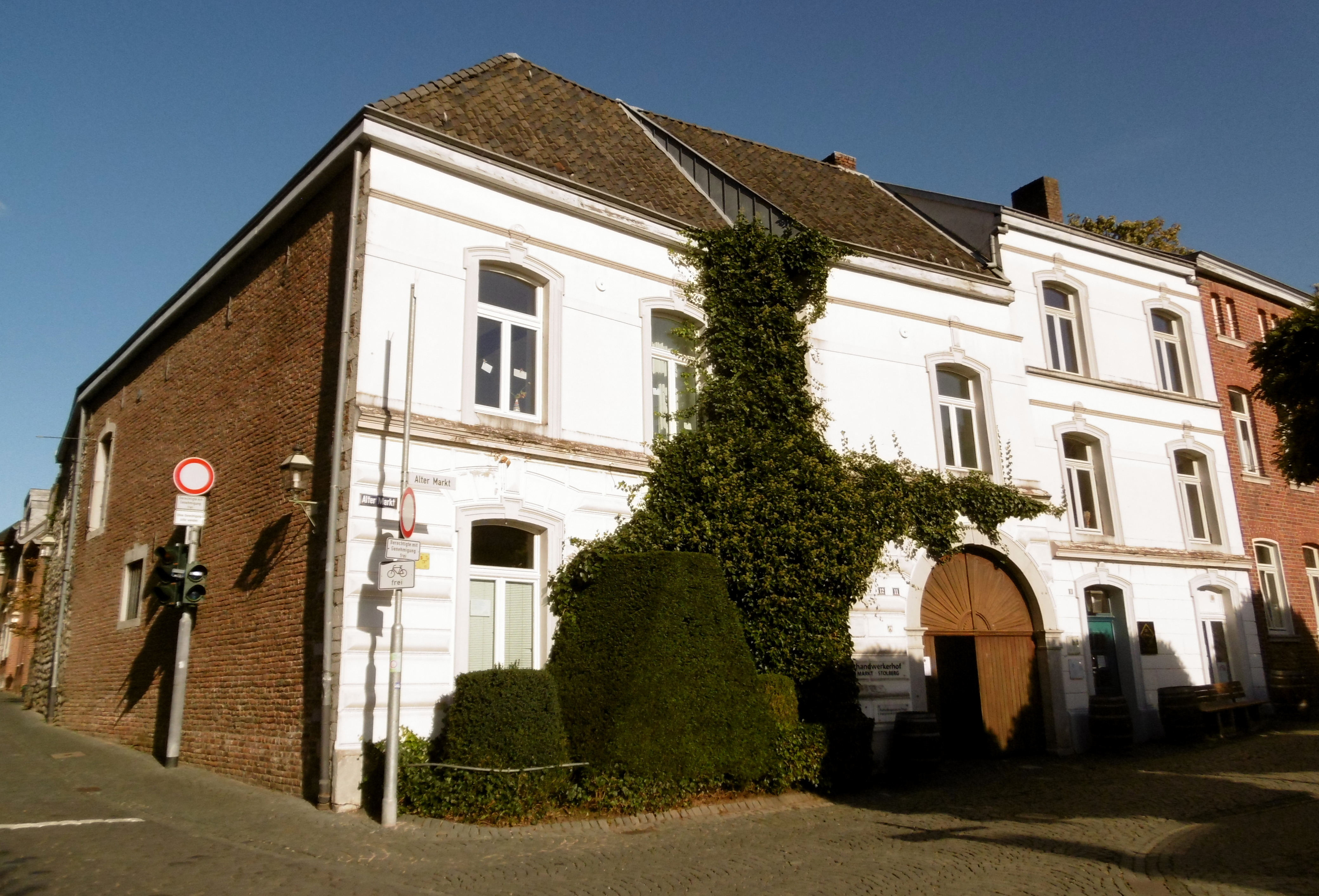
Kupferhof Rose

Der Kupferhof Rose ist einer von mehr als zehn ehemaligen Kupferhöfen und befindet sich am Platz „Alter Markt“  in der Oberstadt von Stolberg im Rheinland. Er wurde kurz vor dem Jahr 1600 von Leonhard Schleicher als „Kupferhof Alter Markt“ erbaut und bildete einst mit dem „Kupferhof Fingerhut“ eine Einheit. Nach mehreren Besitzerwechsel und Nutzungsänderungen steht er seit 1983 unter Denkmalschutz.

## Geschichte
Nachdem sich die in Aachen ansässige Familie Schleicher mehrheitlich dem reformierten Glauben angeschlossen hatte, mussten sie wegen der dortigen Aachener Religionsunruhen die Stadt verlassen und wanderten  nach Stolberg aus. Einer dieser Emigranten war Leonhard Schleicher (1535–1606), der dort im Jahr 1575 mit dem „Schleicherhof“ den ersten Kupferhof und späteren Sitz der Adler-Apotheke, und anschließend gemeinsam mit seinen Söhnen die Kupferhöfe Schart mit Knautzenhof, Rose mit Fingerhut und  Vogelsang erbauen ließ. Von diesen Söhnen erbte Lambert Schleicher (* 1560) die Kupferhofanlage Rose, die in den Anfangsjahrzehnten noch als „Kupferhof Alter Markt“ bezeichnet wurde. Über den dazu gehörenden Kupferhof Fingerhut, der nur durch einen Weg, und zwar durch die heutige Burgstraße/Vogelsangstraße vom Hof Rose getrennt war, gibt es so gut wie keine genauen Aufzeichnungen über Besitzverhältnisse, Nutzungszeiten sowie über dessen Auflösung und Abriss. Wassertechnisch wurden beide Kupferhofanlagen von dem Siefbach versorgt, der oberhalb auf den Hastenrather Höhen entspringt und zuvor bereits den Kupferhof Seifenhof und nach dem Hof Rose den Schleicherhof durchfließt.
Der Kupferhof Rose verblieb über mehrere Generationen im Besitz der Familie Schleicher, bis er aus Rentabilitätsgründen aufgegeben werden musste. Die Hofanlage Rose wurde daraufhin im Jahr 1840 von der Pfarre St. Luzia gekauft, die in diesen Gebäuden eine Vikarie einrichtete. Jahrzehnte später kam die Anlage in den Besitz der Stolberger Mediziner Conrad und Franz Schmitz und gelangte danach an die Familie Brückmann. Nach Jahren des anschließenden Leerstandes und des damit einhergehenden  Verfalls wurde der Gebäudekomplex grundlegend restauriert und saniert und zu einem Kunsthandwerkerhof mit Ateliers für Kunstschaffende umgebaut sowie in die Denkmalliste der Stadt Stolberg aufgenommen.

## Charakteristik

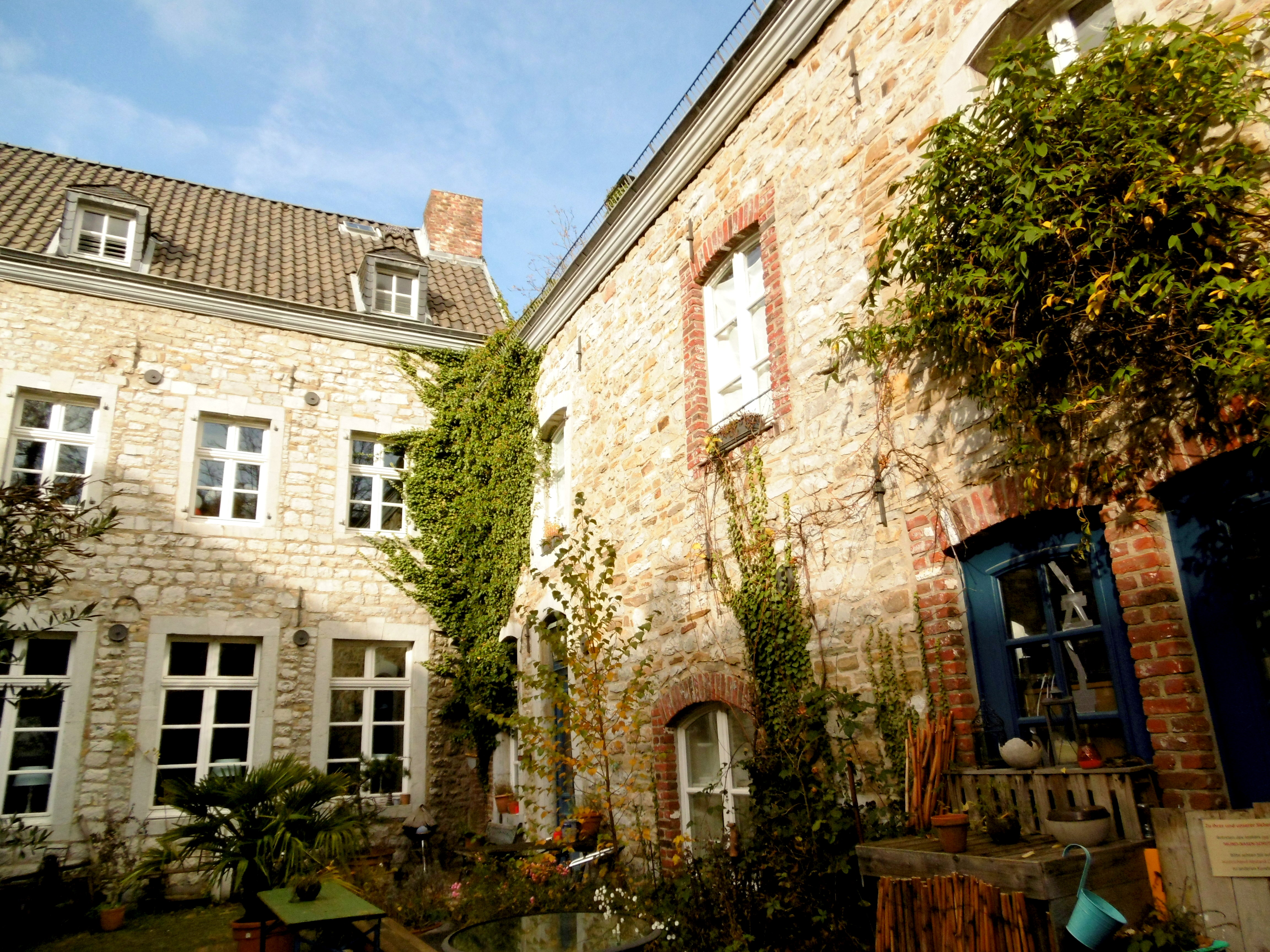
Innenhof

Der Kupferhof Rose spiegelt gut die Bauweise der ersten Kupferhöfe in der Stadt Stolberg wider, die aus Sorge vor Vandalismus und Plünderungen eher als geschlossene, wehrhafte und verteidigungsfähige Hofanlagen errichtet wurden und meist als Dreikant- oder Vierkanthof einen von Wohn- sowie Betriebsgebäuden und Stallungen umbauten Innenhof bildeten.  Nach außen hin  präsentierte sich der Hof als fensterlose Festung und lediglich die Fassaden zur Innenhofseite waren mit Fenstern ausgestattet. Darüber hinaus machte ein nachträgliches Brechen von Fensteröffnungen oder sonstige Veränderungen vor allem zur Westseite der Rose keinen Sinn, da der eng angrenzende Fingerhut-Hof die Sicht und den Lichteinfall verdeckte.
Zur Platzseite „Alter Markt“ hin war der Kupferhof Rose durch ein stark befestigtes Tor zugänglich. Ihm gegenüber in der Sichtachse auf der Innenhofseite befand sich das Wohn- und Herrenhaus, die seitlichen Gebäudeflügel waren den Betriebsräumen vorbehalten.
Im 19. Jahrhundert erhielt der vormalige Kupferhof als nunmehrige Vikarie eine erste vollständige Sanierung und die Außenfassade des Torbaus wurde dabei entsprechend dem damaligen Zeitgeschmack verputzt. Die weiteren Umbauten im 20. Jahrhundert zu einem Atelierhaus lassen kaum noch auf einen ehemaligen Kupferhof schließen.